# MusicBrainz
MusicBrainz je projekt, jehož cílem je vytvořit hudební encyklopedii s volně použitelným obsahem. Podobně jako FreeDB bylo MusicBrainz založeno jako snaha o náhradu za komerční CDDB. MusicBrainz původně vzniklo jako projekt pod názvem CD index. Nové jméno a cíle projektu byly zvoleny na setkání roku 1999 v Amsterdamu a MusicBrainz tak začalo směřovat ke kompletní hudební databázi. Ke květnu 2025 obsahuje MusicBrainz informace o více než 2,6 milionech umělcích, 4,7 milionech vydáních a 35,2 milionech nahrávek.
Mimo samotné databáze s informacemi o umělcích, albech a skladbách, umožňuje MusicBrainz webové služby umožňující speciálním aplikacím identifikovat CD případně jednotlivé skladby a následné uložení meta-informací do tzv. tagů. Na identifikaci kompaktních disků se používají unikátní identifikátory (přesnější než v CDDB a FreeDB) a na identifikaci jednotlivých skladeb se používá technologie otisků nazvaná TRM a vyvinutá společností Relatable.

## Software
- MB Tagger – program pro Windows na automatické rozpoznání audio souborů a ukládání do ID3 tagů.
- Picard – MusicBrainz tagger nové generace, podporuje Windows, Linux, Mac OS X a další.
- iEatBrainz – program využívající MusicBrainz pod Mac OS X spolupracující s přehrávačem iTunes.